# Wendelin Wiedeking
Wendelin Wiedeking, född 28 augusti 1952 i Ahlen, är en tysk företagsledare, före detta chef för Porsche. Han har blivit känd för sin framgångsrika omstrukturering av Porsche som har gjort företaget till en av de mest lönsamma biltillverkarna.